# Kornis Anna (gyerekszínész)
Kornis Anna (Budapest, 2002. február 21. –) magyar énekesnő, színésznő.
Hatosztályos gimnáziumban tanul. Kicsi kora óta énekel, táncol, színészkedik, musicalszínésznek készül. Vendégművészként a Pesti Magyar Színház társulatának tagja.
Egy TV2-ben zajló meghallgatás során figyeltek fel rá, és hívták meg 2015-ben Az ének iskolája című műsor harmadik évfolyamába.
2016-ban a Tv2 Sztárban sztár +1 kicsi című műsor első évadában Feke Pál partnereként lépett fel. A tíz héten át tartó műsor első fordulójában Korda György és Balázs Klári szerepében a forduló győztesei lettek, majd a harmadik fordulóban A szépség és a szörnyeteg című mese Disney-féle rajzfilmváltozata megelevenítésével ismét az első helyen végeztek. A versenysorozaton szerzett összpontszámuk alapján bejutottak a kábeltévés rekordnézettséget hozó műsorsorozat döntőjébe a legjobb öt résztvevő közé. Feke Pállal később szerepelt a Vigyázat, gyerekkel vagyok című műsorban is.
A nyomorultak, a Valahol Európában, a Shrek és A muzsika hangja című musicalekben ő volt a gyerek főszereplő, és más darabokban is játszott. 2017-ben szerepet kapott az Alföldi Róbert által rendezett Hegedűs a háztetőn című musicalben, amelyet 2017 őszén először Budapesten a Papp László Sportarénában, majd nyolc vidéki városban (Szombathely, Győr, Debrecen, Miskolc, Veszprém, Pécs, Zalaegerszeg, Nyíregyháza) adnak elő.

## Diszkográfia

### Kislemezek
- csak egy mondat (2022)
- i said i know (2022)
- take the blame (2022)
- better than her (2023)
- oh my god (2023)
- LOSING SOMETHING (2024)
- PLAYERS (2024)
- Again (2024)
- EGO (2025)

### Nagylemezek
- SELF ABSORBED (2024)

## Színházi szerepei
A Színházi adattárban regisztrált bemutatóinak száma: színész-3.
| Darab                      | Szerep          | Helyszín                                     |
| -------------------------- | --------------- | -------------------------------------------- |
| Valahol Európában          | Pötyi           | Magyar Színház                               |
| A muzsika hangja (musical) | Brigitte        | Magyar Színház                               |
| Shrek (musical)            | Kis Fiona       | Papp László Budapest Sportaréna              |
| A két Lotti                | Trude           | Budaörsi Latinovits Színház                  |
| Legyetek jók, ha tudtok    | gyerek Leonetta | Budaörsi Latinovits Színház                  |
| Utolsó betyár              | gyerek Rozi     | Komáromi Lovas Színház                       |
| A nyomorultak              | kis Cosette     | ELTE-TÓK Zenés Színpad                       |
| Hegedűs a háztetőn         | Bjelke          | Papp László Sportaréna és nyolc vidéki város |
| SunCity – a Holnap Tali!   | Nóri            | Magyar Színház                               |

## Televíziós szereplései
| TV műsor                    | TV csatorna    |
| --------------------------- | -------------- |
| Vigyázat, gyerekkel vagyok! | TV2            |
| Sztárban sztár +1 kicsi     | TV2            |
| Az ének iskolája            | TV2            |
| Család barát                | MTVA           |
| Kívánságkosár               | MTVA           |
| Babavilág                   | TV2            |
| Fem3Café                    | Fem3           |
| Mokka                       | TV2            |
| Balatoni Nyár               | MTVA (Duna TV) |
| Kicsi gesztenye klub        | MiniMax        |
| Aktív                       | TV2            |
| Holnap Tali! (Nóri)         | MTVA           |